# Valosun KP Brno
Le Valosun KP Brno est un club féminin tchèque de basket-ball, évoluant dans la ville de Brno et jouant en 1. liga (1re division), soit l'élite du championnat tchèque.

## Noms successifs
- Depuis 2004 : Valosun Brno
- 2000 - 2004 : Basketbal SK Královo Pole
- 1997 - 2000 : Lachema Brno
- 1996 - 1997 : ICEC Brno KP
- 1994 - 1996 : Repros KP Brno
- 1992 - 1994 : KP Morcan Brno
- Avant 1992 : KPS Brno